# Suntol
Suntol es un pueblo ubicado en el distrito de Katmandú, provincia de Bagmati, Nepal.

## Superficie
Cuenta con una superficie de 12,22 kilómetros cuadrados.

## Demografía
Datos hasta 2011
- Población: 4819 habitantes.[1]
- Densidad de población: 394,5 habitantes por kilómetro cuadrado.[1]